# Ga Madeul
Ga Madeul (Tiếng Hàn: 마들역, Hanja: 마들驛) là ga trên Tàu điện ngầm Seoul tuyến 7 ở Nowon-gu, Seoul

## Lịch sử
- 11 tháng 10 năm 1996: Bắt đầu kinh doanh với việc khai trương Tàu điện ngầm Seoul tuyến 7.
- 7 tháng 10 năm 2011: Thang cuốn lối ra 6 được mở.

## Bố trí ga
| Suraksan ↑ |
| S/B N/B \| |
| ↓ Nowon    |

| Hướng Bắc | ● Tuyến 7 | ← Hướng đi Suraksan · Dobongsan · Jangam                        |
| Hướng Nam | ● Tuyến 7 | → Hướng đi Nowon · Sangbong · Văn phòng Gangnam-gu · Seongnam → |